# Patrulla Aspa

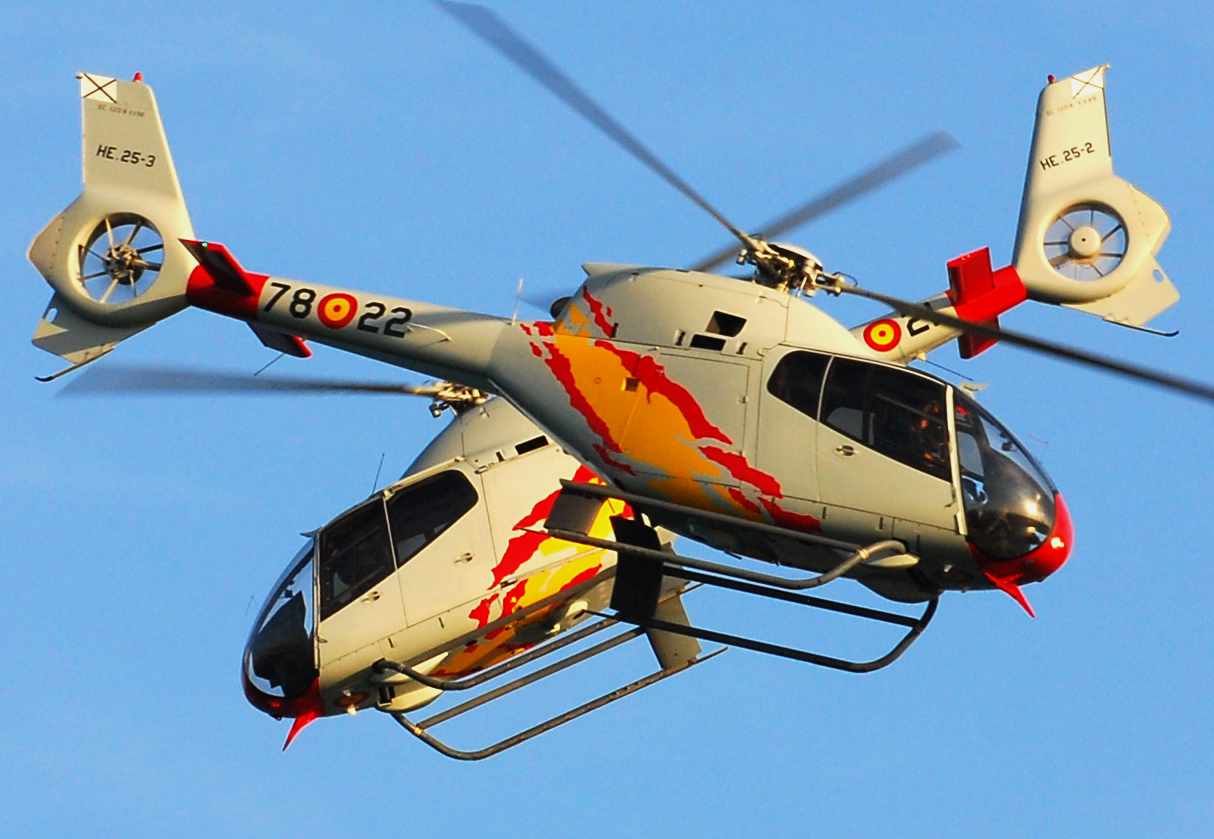

La Patrulla Aspa est le groupe d'hélicoptères de voltige aérienne de l'armée de l'air espagnole basée à la base aérienne d'Armilla. L'Aspa Patrol utilise cinq hélicoptères Eurocopter EC 120B Colibri. L'équipage est composé de deux pilotes par avion, qui sont également des instructeurs de vol de l'armée de l'air. Le personnel de soutien accompagnant les pilotes patrouilleurs est composé de quatorze personnes (dix techniciens de maintenance d'aéronefs, deux spécialistes de la vidéo et de la photographie et deux relations publiques). Le site internet officiel existe depuis août 2010.